# تاريخ عام
التاريخ العام (بالإنجليزية:  Public history)‏، يجلب مجموعة كاملة من الأنشطة التي يقوم بها الأشخاص مع التدريب في مجال تاريخ العمل عموما خارج الجامعة للإعداد التخصصي. هذا هو ممارسة في إنتاج القصة التي تخرج من المجال الأكاديمي وجعله الوصول إلى جمهور أوسع من تلك التي تقتصر على الأكاديمية. تقليديا، القصة هي ذات الصلة إلى القراء بشكل متزايد المتخصصة والطلاب من مستويات مختلفة من التدريب. ولكن التاريخ العام يتكون من الإجراءات التي من القصة هو ذات الصلة لمجموعة واسعة من الجمهور، من بين أمور أخرى، من خلال منظومة من المتاحف والمعارض الحقيقية والافتراضية على حد سواء، حماية التراث، إعادة التشريعات التاريخ الشفوي، وما إلى ذلك الجمع بين التخصصات يسمح المؤرخين العامة من اللجوء إلى طرق مختلفة تماماً عن تقديم المعرفة التاريخية خارج الجامعة.
مصطلح التاريخ العام ظهر في 1970s في الولايات المتحدة وكندا ثم إنتشر في أوروبا و حصل على موطئ قدم في بقية العالم من عام 2000 فصاعداً. منذ أواخر السبعينات، استمرت هذه المنطقة في العمل على إضفاء الطابع المهني.
اليوم معنى التاريخ العام واسع حتى أن ما يقرب من جميع العمل الذي له مؤرخين تطوير خارج مجال التعليم والبحوث الأكاديمية يمكن اعتباره التاريخ العام.

## تعريف
في التاريخ العام لا يزال اليوم من الصعب تحديدها لأن انضباط اللمسات على العديد من الممارسات المختلفة والتي معناها يختلف من واحد السياق الجغرافي إلى آخر.
في العام، التاريخ العام يستجيب إلى تزايد الطلب الاجتماعي على فهم الماضي. هذه الأخيرة ظاهرة تبرز في المقام الأول مع تطور وسائل الإعلام الذي يعطل العلاقة مع الماضي ويدعو المؤرخين على السؤال مكانها في المجتمع. التاريخ العام يتضمن مجموعة متنوعة من الأنشطة التي تربط المجتمعات قصصهم: منها أن يأتي أولاً إلى الذهن هي المتاحف.
في التاريخ العام هو تمزق الحدود بين المجتمع المهني والجمهور في صنع الوصول إلى تاريخ أكثر في متناول جمهور واسع. المؤرخين من هذا الانضباط يعملون مباشرة مع الجمهور والمجتمعات المحلية ؛ كما تساهم ممارسة إنتاج من التاريخ في تقدم الماضي معنى جديداً في هذا.
خلافا لبعض الأحكام المسبقة، مؤرخ، العامة، في معظم الأحيان، مؤرخ من خلال التدريب الذي يعمل مع نفس المنهجية ؛ تعلق مؤسسة بحثية، المؤسسة الثقافية ووسائل الإعلام، أو العمل المستقل. الفرق يكمن في وسائط نشر وعرض البحث ليست موجهة أكثر نحو المجتمع العلمي، ولكن لعامة الناس.

## الأصل والتنمية
التاريخ العام أصله قبل ولادة الانضباط الأكاديمي وتاريخ المهنة التي تظهر في النهاية.
في الواقع، الممارسين وهواة بالفعل العمل لجعلها في متناول أكبر عدد من الكائن التاريخي، ولا سيما من خلال إنشاء المتاحف.
جامعة محاولة للتخلص من العلاقات التي تجمع بينهما على العالم الخارجي، والتعتيم على الواقع، وبالتالي فإن الأرباح التي يحققها على البحث والممارسة. في 1970s، جيل جديد من المؤرخين إحضار تطورات جديدة في كتابة التاريخ تحت العديد من التغييرات السياسية والاقتصادية والاجتماعية. وفي هذا الهياج من الأفكار ولد حقل جديد صراحة يسمى «التاريخ العام».